# Renault R25
La Renault R25 fu la vettura con cui il team Renault corse il Campionato mondiale di Formula 1 2005. Progettata da Bob Bell e Mark Smith, che aveva però lasciato la squadra alla fine dell'estate 2004, era guidata da Fernando Alonso e Giancarlo Fisichella.
La R25 fu in assoluto la prima monoposto della casa francese a vincere sia il mondiale piloti che quello costruttori, successo ripetuto solamente l'anno successivo dalla R26.

## Presentazione

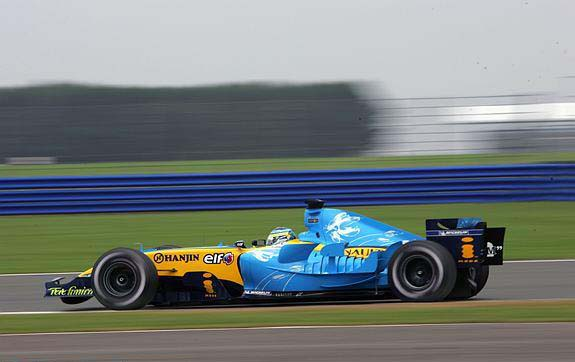
Giancarlo Fisichella, autore del miglior tempo durante i test di Barcellona e vincitore della prima gara stagionale con la R25.

La R25 venne presentata il 1º febbraio a Montecarlo, sia perché l'anno precedente sul circuito monegasco la casa francese aveva ottenuto l'unica vittoria della stagione sia, soprattutto, per eludere il divieto di esporre loghi di aziende produttrici di tabacco imposto sul suolo transalpino. Non si trattò, però, della prima uscita della vettura, in quanto la monoposto era già scesa in pista la settimana precedente a Valencia.

### Livrea e sponsor
La vettura mantiene la colorazione avuta nelle passate stagioni, azzurra con inserti gialli e blu.

## Sviluppo

### Aerodinamica

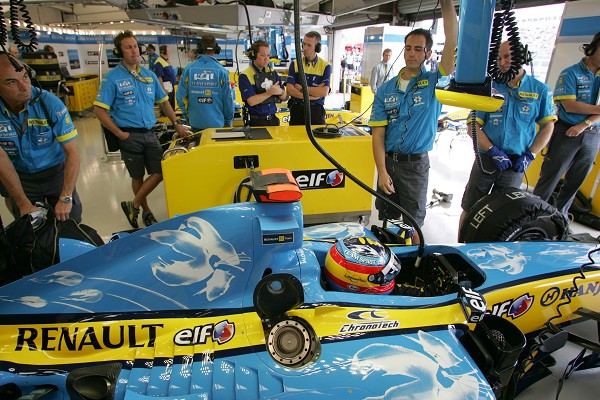
Alonso ai box con la sua R25. Notare nella parte posteriore gli scarichi del motore, molto bassi e senza alcuna ciminiera.

La R25 si presentava come un'evoluzione della vettura dell'anno precedente, ma presentava notevoli differenze: anzitutto la parte anteriore della vettura si adattava ai nuovi regolamenti e presentava un alettone molto stretto, simile alla BAR 007, poi vennero modificati i terminali degli scarichi del motore, i quali furono resi più bassi, e scomparvero pure le ciminiere utilizzate solitamente dalla Ferrari. Anche le sospensioni vennero notevolmente ristrutturate: quelle anteriori presentavano i triangoli alzati il più possibile da terra, mentre quelle posteriori vennero irrobustite, anche in seguito all'incidente avuto da Trulli al Gran Premio di Gran Bretagna. Un'altra importante novità riguardo all'adozione da parte del team francese della centralina elettronica Marelli Step 11, che permetteva un maggior risparmio di peso e faceva parte di un'unica struttura insieme a motore e telaio. I progettisti cercarono inoltre di eliminare i problemi di usura delle gomme avuti durante la stagione precedente, soprattutto da Trulli e Villeneuve e di migliorare il comportamento della vettura in curva. Sia il motore che il cambio vennero poi modificati e venne aumentata pure la capienza del serbatoio. Infine vennero snellite le fiancate, con particolare attenzione al sistema di raffreddamento. La potenza del V10 era di ben 910 cavalli.

## Carriera agonistica

### Test invernali
Il debutto in pista della R25 avvenne sul circuito di Valencia il 25 gennaio. I primi giorni evidenziarono alcuni problemi e, in particolare Alonso, non riuscì a percorrere molti chilometri. Solo nel fine settimana i due alfieri della Renault poterono girare regolarmente, ottenendo ottimi parziali ed entrambi si dichiararono soddisfatti del comportamento della monoposto, tanto che Fisichella affermò di essere in grado di lottare per il mondiale. Anche lo spostamento delle prove a Barcelona non cambiò i valori in campo e l'italiano e lo spagnolo conquistarono tempi lusinghieri, nonostante alcuni problemi al motore. La squadra si presentò quindi ad inizio stagione come la favorita per il titolo.
Stagione
Il team francese conferma Fernando Alonso per il terzo anno consecutivo e lo affianca a Giancarlo Fisichella proveniente dalla Sauber.
La Renault, grazie anche ad alcuni cambi regolamentari si instaura come la vettura migliore tra quelle schierate in pista interrompendo il dominio della Ferrari che durava ininterrottamente dal 1999 nei costruttori e dal 2000 nei piloti; il team transalpino si assicura il primo titolo costruttori della propria storia vincendo otto gare (sette con Alonso in Malesia, Bahrein, a San Marino, in Europa, in Francia, Germania ed in Cina, mentre Fisichella vinse nella gara inaugurale in Australia); è una prima volta anche per Fernando Alonso che vince il titolo mondiale piloti per la prima volta in carriera con due gare di anticipo.

## Piloti
| Piloti ufficiali    | Piloti ufficiali     | Piloti ufficiali |
| Nazione             | Nome                 | Numero           |
| ------------------- | -------------------- | ---------------- |
| Spagna (bandiera)   | Fernando Alonso      | 5                |
| Italia (bandiera)   | Giancarlo Fisichella | 6                |
| Piloti di riserva   |                      |                  |
| Nazione             | Nome                 | Nome             |
| Francia (bandiera)  | Franck Montagny      | Franck Montagny  |
| Brasile (bandiera)  | Lucas Di Grassi      | Lucas Di Grassi  |
| Polonia (bandiera)  | Robert Kubica        | Robert Kubica    |
| Svizzera (bandiera) | Giorgio Mondini      | Giorgio Mondini  |

## Risultati F1
| Anno | Team                       | Motore               | Gomme | Piloti     |   |     |     |     |   |    |   |     |    |   |   |   |    |   |   |     |   |   |   | Punti | Pos. |
| ---- | -------------------------- | -------------------- | ----- | ---------- | - | --- | --- | --- | - | -- | - | --- | -- | - | - | - | -- | - | - | --- | - | - | - | ----- | ---- |
| 2005 | Mild Seven Renault F1 Team | Renault RS25 3.0 V10 | M     | Alonso     | 3 | 1   | 1   | 1   | 2 | 4  | 1 | Rit | NP | 1 | 2 | 1 | 11 | 2 | 2 | 2   | 3 | 3 | 1 | 191   | 1º   |
| 2005 | Mild Seven Renault F1 Team | Renault RS25 3.0 V10 | M     | Fisichella | 1 | Rit | Rit | Rit | 5 | 12 | 6 | Rit | NP | 6 | 4 | 4 | 9  | 4 | 3 | Rit | 5 | 2 | 4 | 191   | 1º   |

| Legenda | 1º posto     | 2º posto | 3º posto    | A punti         | Senza punti/Non class.  | Grassetto – Pole position Corsivo – Giro più veloce |
| Legenda | Squalificato | Ritirato | Non partito | Non qualificato | Solo prove/Terzo pilota | Grassetto – Pole position Corsivo – Giro più veloce |

## La R25 nei media
- In ambito televisivo, la R25 compare in Top Gear.[10]